# Jetřichovice
Jetřichovice település Csehországban, Děčíni járásban. Jetřichovice Doubice, Janská, Chřibská, Hřensko, Srbská Kamenice, Kunratice, Růžová és Sebnitz településekkel határos. Lakosainak száma 397 fő (2024. január 1.).

## Népesség
A település lakosságának változását az alábbi diagram mutatja:
| Lakosok száma | 2163 | 1802 | 1420 | 485  | 355  | 376  | 392  | 398  | 372  | 397  |
|               | 1869 | 1900 | 1921 | 1961 | 1980 | 2011 | 2016 | 2019 | 2021 | 2024 |